# Grand Prix moto de Malaisie 1999
Le  Grand Prix moto de Malaisie 1999 est la première manche du championnat du monde de vitesse moto 1999. La compétition s'est déroulée le 18 avril 1999 sur le circuit international de Sepang. C'est la 9e édition du Grand Prix moto de Malaisie.

## Classement final 500 cm3
| Pos  | Pilote                   | Constructeur | Temps/Écart     | Points |
| ---- | ------------------------ | ------------ | --------------- | ------ |
| 1    | Kenny Roberts Jr         | Suzuki       | 44 min 56 s 033 | 25     |
| 2    | Carlos Checa             | Yamaha       | +4 s 279        | 20     |
| 3    | Àlex Crivillé            | Honda        | +4 s 780        | 16     |
| 4    | Mick Doohan              | Honda        | +4 s 902        | 13     |
| 5    | Tadayuki Okada           | Honda        | +7 s 269        | 11     |
| 6    | Alex Barros              | Honda        | +13 s 202       | 10     |
| 7    | Régis Laconi             | Yamaha       | +23 s 724       | 9      |
| 8    | Juan Borja               | Honda        | +23 s 811       | 8      |
| 9    | Nobuatsu Aoki            | Suzuki       | +25 s 156       | 7      |
| 10   | Sete Gibernau            | Honda        | +31 s 548       | 6      |
| 11   | Yukio Kagayama           | Suzuki       | +35 s 205       | 5      |
| 12   | Jean-Michel Bayle        | Modenas      | +42 s 405       | 4      |
| 13   | Tetsuya Harada           | Aprilia      | +46 s 749       | 3      |
| 14   | Simon Crafar             | Yamaha       | +50 s 732       | 2      |
| 15   | Haruchika Aoki           | TSR-Honda    | +51 s 667       | 1      |
| 16   | Sébastien Gimbert        | Honda        | +1 min 14 s 752 |        |
| 17   | Markus Ober              | Honda        | +1 min 51 s 775 |        |
| 18   | Mike Hale                | Modenas      | +1 min 54 s 512 |        |
| Abd. | Norifumi Abe             | Yamaha       | Abandon         |        |
| Abd. | José Luis Cardoso        | TSR-Honda    | Abandon         |        |
| Abd. | John Kocinski            | Honda        | Abandon         |        |
| Abd. | Jurgen van den Goorbergh | Muz-Weber    | Abandon         |        |
| Abd. | Luca Cadalora            | Muz-Weber    | Abandon         |        |
| Abd. | Tony Rutter              | Honda        | Abandon         |        |
| Abd. | Max Biaggi               | Yamaha       | Abandon         |        |

## Classement final 250 cm3
| Pos  | Pilote             | Constructeur | Temps/Écart     | Points |
| ---- | ------------------ | ------------ | --------------- | ------ |
| 1    | Loris Capirossi    | Honda        | 43 min 29 s 305 | 25     |
| 2    | Tohru Ukawa        | Honda        | +0 s 111        | 20     |
| 3    | Shinya Nakano      | Yamaha       | +0 s 787        | 16     |
| 4    | Olivier Jacque     | Yamaha       | +14 s 894       | 13     |
| 5    | Valentino Rossi    | Aprilia      | +24 s 569       | 11     |
| 6    | Marcellino Lucchi  | Aprilia      | +30 s 774       | 10     |
| 7    | Jeremy McWilliams  | Aprilia      | +34 s 877       | 9      |
| 8    | Naoki Matsudo      | Yamaha       | +35 s 294       | 8      |
| 9    | Stefano Perugini   | Honda        | +52 s 956       | 7      |
| 10   | Roberto Rolfo      | Aprilia      | +58 s 656       | 6      |
| 11   | Luca Boscoscuro    | TSR-Honda    | +1 min 05 s 383 | 5      |
| 12   | Jason Vincent      | Honda        | +1 min 05 s 385 | 4      |
| 13   | Masaki Tokudome    | Honda        | +1 min 21 s 549 | 3      |
| 14   | Anthony West       | TSR-Honda    | +1 min 22 s 316 | 2      |
| 15   | Sebastian Porto    | Yamaha       | +1 min 22 s 741 | 1      |
| 16   | Johann Stigefelt   | Yamaha       | +1 min 24 s 652 |        |
| 17   | Alex Hofmann       | Honda        | +1 min 30 s 484 |        |
| 18   | Julien Allemand    | TSR-Honda    | +1 min 42 s 994 |        |
| 19   | David Garcia       | Yamaha       | +1 min 56 s 191 |        |
| 20   | Jarno Janssen      | TSR-Honda    | +1 min 56 s 369 |        |
| 21   | Alfredo Rios       | Aprilia      | +1 tour         |        |
| 22   | Fonsi Nieto        | Yamaha       | +1 tour         |        |
| 23   | Lucas Oliver Bulto | Yamaha       | +1 tour         |        |
| Abd. | Meng Heng Kuang    | Honda        | Abandon         |        |
| Abd. | Shahrol Yuzy       | Honda        | Abandon         |        |
| Abd. | Franco Battaini    | Aprilia      | Abandon         |        |
| Abd. | Tomomi Manako      | Yamaha       | Abandon         |        |

## Classement final 125 cm3
| Pos  | Pilote               | Constructeur | Temps/Écart     | Points |
| ---- | -------------------- | ------------ | --------------- | ------ |
| 1    | Masao Azuma          | Honda        | 43 min 55 s 438 | 25     |
| 2    | Emilio Alzamora      | Honda        | +0 s 106        | 20     |
| 3    | Gianluigi Scalvini   | Aprilia      | +10 s 509       | 16     |
| 4    | Arnaud Vincent       | Aprilia      | +12 s 909       | 13     |
| 5    | Jeronimo Vidal       | Aprilia      | +20 s 695       | 11     |
| 6    | Simone Sanna         | Honda        | +27 s 184       | 10     |
| 7    | Gino Borsoi          | Aprilia      | +27 s 208       | 9      |
| 8    | Ivan Goi             | Honda        | +27 s 351       | 8      |
| 9    | Mirko Giansanti      | Aprilia      | +27 s 507       | 7      |
| 10   | Kazuto Sakata        | Honda        | +27 s 514       | 6      |
| 11   | Max Sabbatani        | Honda        | +27 s 734       | 5      |
| 12   | Manuel Poggiali      | Aprilia      | +37 s 922       | 4      |
| 13   | Youichi Ui           | Derbi        | +38 s 264       | 3      |
| 14   | Angel Nieto Jr       | Honda        | +38 s 344       | 2      |
| 15   | Steve Jenkner        | Aprilia      | +41 s 962       | 1      |
| 16   | Alessandro Brannetti | Aprilia      | +44 s 310       |        |
| 17   | Lucio Cecchinello    | Honda        | +47 s 056       |        |
| 18   | Roberto Locatelli    | Aprilia      | +56 s 919       |        |
| 19   | Reinhard Stolz       | Honda        | +59 s 108       |        |
| 20   | Randy de Puniet      | Aprilia      | +1 min 02 s 934 |        |
| 21   | Direk Archewong      | Honda        | +1 min 49 s 298 |        |
| 22   | Pablo Nieto          | Derbi        | +2 min 05 s 689 |        |
| Abd. | Magilai Meganathan   | Honda        | Abandon         |        |
| Abd. | Bernhard Absmeier    | Aprilia      | Abandon         |        |
| Abd. | Frédéric Petit       | Aprilia      | Abandon         |        |
| Abd. | Noboru Ueda          | Honda        | Abandon         |        |